# Ябукоа (Пуерто-Рико)
Ябукоа (ісп. Yabucoa, МФА: [ʝaβuˈkoa]) — муніципалітет Пуерто-Рико, острівної території у складі США. Заснований 1793 року.

## Географія
Ябукоа розташований у південно-східній частині острову Пуерто-Рико.
Площа суходолу муніципалітету складає 142 км² (20-е місце за цим показником серед 78 муніципалітетів Пуерто-Рико).

## Демографія
Станом на 2010 рік на території муніципалітету мешкало 37 941 ос.
Динаміка чисельності населення:

## Населені пункти
Найбільші населені пункти муніципалітету Ябукоа:
| Населений пункт | Статус | Населення :   | Населення :   | Населення :   |
| Населений пункт | Статус | на 01.04.1990 | на 01.04.2000 | на 01.04.2010 |
| --------------- | ------ | ------------- | ------------- | ------------- |
| Комунас         | Селище | 1 808         | 2 027         | 1 900         |
| Ель-Негро       | Селище | 1 387         | 1 656         | 1 075         |
| Марторель       | Селище | 2 889         | 2 884         | 2 232         |
| Плаїта          | Селище | 2 399         | 2 192         | 1 558         |
| Роса-Санчес     | Селище | 1 402         | 1 221         | 1 055         |
| Ябукоа          | Місто  | 7 262         | 6 636         | 6 047         |